# Virginia Foxx

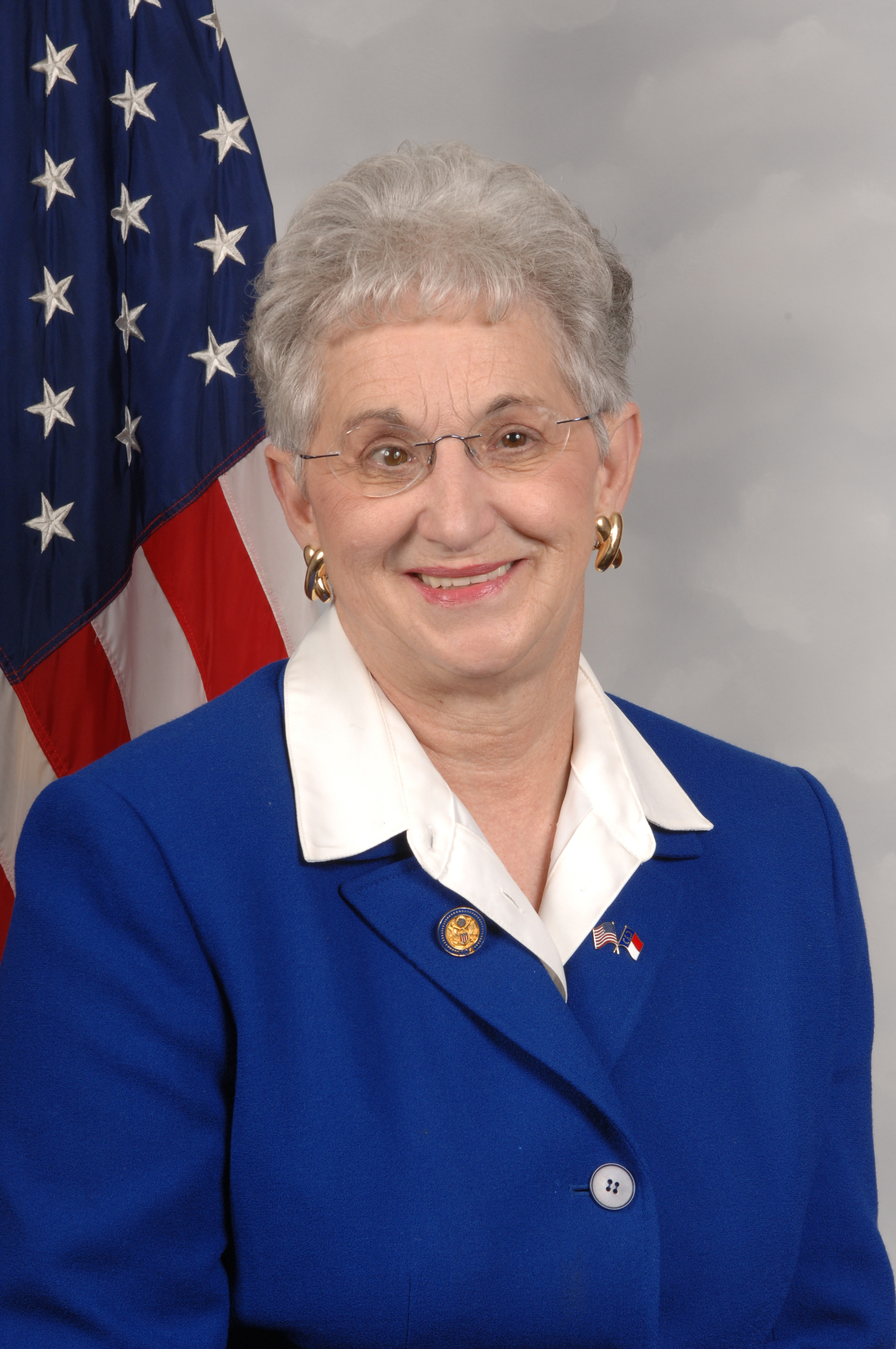
Virginia Foxx

Virginia Ann Foxx (* 29. Juni 1943 in New York City) ist eine US-amerikanische Politikerin der Republikanischen Partei. Seit 2005 vertritt sie den fünften Distrikt des Bundesstaats North Carolina im US-Repräsentantenhaus.

## Werdegang
Virginia Foxx studierte bis 1972 an der University of North Carolina in Chapel Hill. Später setzte sie ihre Ausbildung bis 1985 an der Außenstelle dieser Universität in Greensboro fort. In den folgenden Jahren war sie an verschiedenen Universitäten als Dozentin tätig. Außerdem wurde sie stellvertretende Dekanin der Appalachian State University in Boone. Von 1987 bis 1994 leitete Foxx das Mayland Community College in Spruce Pine (North Carolina).
Virginia Foxx ist mit Thomas Foxx verheiratet und lebt privat in Banner Elk, North Carolina.

## Politik
Politisch schloss sie sich der Republikanischen Partei an. Sie wurde stellvertretende Leiterin des North Carolina Department of Administration. Von 1967 bis 1988 gehörte sie dem Bildungsausschuss im Watauga County an; zwischen 1994 und 2004 saß sie im Senat von North Carolina. Bei den Kongresswahlen des Jahres 2004 wurde Foxx im fünften Wahlbezirk ihres Staates in das US-Repräsentantenhaus in Washington, D.C. gewählt, wo sie am 3. Januar 2005 die Nachfolge von Richard Mauze Burr antrat. Sie konnte alle folgenden acht Wahlen zwischen 2006 und 2020 gewinnen. Die Primary (Vorwahl) ihrer Partei für die Wahlen 2022 konnte sie deutlich gewinnen. Sie trat am 8. November 2022 gegen Kyle Parrish von der Demokratischen Partei an und setzte sich mit 63,2 % durch. Bei der Wahl 2024 zum 119. Kongress entschied Fox zunächst die Vorwahl mit 67,8 % für sich und gewann die Hauptwahl gegen den Demokraten Chuck Hubbard mit 59,5 %. Ihre aktuelle Legislaturperiode im Repräsentantenhaus des 119. Kongresses läuft noch bis zum 3. Januar 2027.

### Politische Positionen
Bei der Debatte im Repräsentantenhaus um die Verabschiedung des Matthew Shepard and James Byrd, Jr. Hate Crimes Prevention Act, einem Gesetz, das Hassverbrechen gegen Homosexuelle zu den offiziellen Hassverbrechen zählen lässt, bezeichnete sie die Ermordung Matthew Shepards als normalen Raubmord. Matthew Shepard war Opfer eines Mordes geworden, den der Mörder aus einer homophoben Gesinnung heraus begangen hatte, was dieser später auch gestand. Foxx bezeichnete diesen Fakt als „hoax“ (dt.: Schwindel). Diese Äußerung wurde in der Presse, unter anderem der New York Times, der Washington Post und der Huffington Post stark kritisiert. Im September 2005 war Foxx eines von 11 Mitgliedern des Kongresses, die gegen das 51-Milliarden-Hilfsprogramm für die Opfer des Wirbelsturms Kathrina stimmten.
Bei der Abstimmung zur Erweiterung des Voting Rights Act, einem Wahlrechtsgesetz, das die gleiche Beteiligung von Minderheiten, besonders Afroamerikanern, an US-Wahlen gewährleistete, stimmte sie 2006 gegen das Gesetz. Bezüglich der Reform des Gesundheitswesens in den USA (sogenanntes Obamacare) sagte sie, dass von diesem Gesetz eine größere Gefahr für Amerika ausginge als von Terroranschlägen. Am 29. Oktober 2019 stimmte sie als eine von 11 Abgeordneten des Repräsentantenhauses gegen die Resolution, die die Ermordung und Deportation der Armenier im Osmanischen Reich als Völkermord klassifizierte.
Virginia Foxx ist seit dem Präsidentenwahlkampf 2016 eine treue Unterstützerin von Donald Trump. Sie stimmte im ersten und zweiten Amtsenthebungsverfahren gegen die Amtsenthebung von Trump. Nach der Präsidentenwahl 2020 stimmte sie als Anhängerin der Big Lie gegen die Zertifizierung der Wahl von Joe Biden.

### Ausschüsse
Sie ist aktuell Mitglied in folgenden Ausschüssen des Repräsentantenhauses:
- Committee on Education and Labor (Ranking Member)
- Committee on Oversight and Reform
  - National Security